# Heidelberg Raceway
L'Heidelberg Raceway era una pista automobilistica americana costruita a Scott Township, nella Contea di Allegheny, circa 10 km a sud-ovest di Pittsburgh, in Pennsylvania. Il circuito ha ospitato quattro gare NASCAR tra il 1948 e il 1960.

## Storia
Il circuito è stato ideato dal primo proprietario di Wrights Sea Food Inn, Ike Wright, con l'aiuto e il sostegno finanziario del fondatore dei Pittsburgh Steelers, Art Rooney. Fu originariamente costruito per essere utilizzato come struttura per corse di cavalli, nonostante queste non fossero ancora legali in Pennsylvania.
Dato che le corse dei cavalli non furono legalizzate in Pennsylvania, la pista fu convertita in un circuito automobilistico.  Il tracciato originale era un ovale sterrato, lungo 1⁄2 miglio, con all'interno un altro ovale di 1⁄4 di miglio. I due ovali vennero anche utilizzati insieme per creare un circuito con conformazione a 8.
I proprietari del circuito, per decidere in che giorno correre, guardarono il programma dei Pittsburgh Pirates e, dato che c'erano solo tre partite notturne in programma il giovedì sera, nella loro stagione MLB, decisero di correre quel giorno.
La prima gara si svolse nel maggio 1948, fu quasi cancellata a causa della pioggia ma gli ufficiali di pista fecero girare le auto lungo l'ovale utilizzando il calore delle gomme per asciugare la superficie della pista. I fan, dopo la fine della gara riferirono che l'aria era così polverosa che non si riuscivano a vedere le macchine passare sul rettilineo.
Nel 1954, Ed Witzberger divenne proprietario della pista e fondò la Pittsburgh Racing Association (PRA).
Witzberger asfaltò entrambi gli ovali prima della stagione 1967.
Alla fine della stagione 1972, quando Ed Witzberger e il pilota Tom Colella non riuscirono a concludere un contratto di locazione triennale, fu siglato un contratto in cui Colella avrebbe noleggiato la pista, per un anno, nel 1973.
La pista fu definitivamente chiusa alla fine della stagione 1973, fu il primo circuito della stagione inaugurale NASCAR a chiudere.
In un'intervista del 2007, Colella ha citato la crisi petrolifera del 1973 e l'espansione urbanistica come fattori nella decisione.
Tom Colella ha vinto l'ultima gara, un evento speciale di 100 giri, nel 1973, organizzato dall'Automobile Racing Club of America.
Un appassionato di corse, Nick Garin, decise di costruire un nuovo circuito a Imperial, Pennsylvania, e acquistò molti dei resti di Heidelberg, tra cui le tribune originali, oggi quel circuito è il Pittsburgh's Pa Motor Speedway (PPMS).
Dove una volta sorgeva il tracciato ora presente un centro commerciale, il "Raceway Plaza".

## Albo d'oro

### NASCAR
Tutti i vincitori erano  americani
| Stagione | Data      | Pilota      | Costruttore | Distanza |
| -------- | --------- | ----------- | ----------- | -------- |
| 1949     | 2 ottobre | Lee Petty   | Plymouth    | 100 mi   |
| 1951     | 15 luglio | Herb Thomas | Oldsmobile  | 100 mi   |
| 1959     | 21 luglio | Jim Reed    | Chevrolet   | 54 mi    |
| 1960     | 10 luglio | Lee Petty   | Plymouth    | 94 mi    |